# Anaïs, 2 chapitres
Pour plus de détails, voir Fiche technique et Distribution.
Anaïs, 2 chapitres est un documentaire français réalisé par Marion Gervais et sorti en 2024.
Il s'agit d'un montage réunissant deux documentaires de la réalisatrice, Anaïs s'en va-t-en guerre (2013) et Anaïs s'en va aimer (2023), qui n'ont pas bénéficié séparément d'une sortie en salles, contrairement à Anaïs, 2 chapitres,.

## Synopsis
En 2012, la jeune Anaïs Kerhoas veut monter une production de plantes aromatiques et de tisanes en Ille-et-Vilaine. En 2022, alors qu'elle a rencontré un Sénégalais et s'est marié avec lui, elle fait tout pour qu'il puisse obtenir les papiers pour s'installer en France avec elle.

## Fiche technique
Sauf indication contraire, les informations mentionnées dans cette section peuvent être confirmées par les bases de données cinématographiques IMDb et Allociné,  présentes dans la section « Liens externes ».
- Titre : Anaïs, 2 chapitres
- Réalisation : Marion Gervais
- Musique : Benjamin Sportes et Michael Wookey
- Photographie : Marion Gervais
- Son : Marion Gervais
- Montage : Solveig Risacher et Ronan Sinquin
- Production : Juliette Guigon et Patrick Winocour
- Sociétés de production : Squawk et Quark Productions, en coproduction avec Tébéo et TébéSud
- Société de distribution : La Vingt-Cinquième Heure
- Pays de production :  France
- Langue originale : français
- Genre : documentaire
- Durée : 104 minutes
- Dates de sortie :
  - France : 25 juin 2024 (Festival Cinema for Change à Paris)[4] ; 11 septembre 2024 (sortie nationale)

## Distribution
Sauf indication contraire, les informations mentionnées dans cette section peuvent être confirmées par les bases de données cinématographiques IMDb et Allociné,  présentes dans la section « Liens externes ».
Dans leur propre rôle :
- Anaïs Kerhoas, agricultrice[2]
- Seydou, le mari d'Anaïs (chapitre 2)[1]
- Olivier Roellinger, chef cuisinier[3]

## Genèse
Le documentaire Anaïs s'en va-t-en guerre de Marion Gervais, qui constitue le premier chapitre du long métrage Anaïs, 2 chapitres, est d'abord diffusé à la télévision sur la chaîne régionale bretone TVR puis sort en 2014 sur Internet, où il cumule plus de 800 000 spectateurs durant la décennie 2010 et par dépasser ensuite le million de vues. Ensuite, Marion Gervais filme à nouveau l'agricultrice Anaïs Kerhoas pour Anaïs s'en va aimer qui est diffusé à la télévision. Un an plus tard, la productrice Juliette Guigon (qui travaille pour la société Squawk) encourage la réalisatrice à visionner ses deux documentaires à la suite, ce qui aboutit à la volonté de sortir en salles un montage qui réunit les deux chapitres.

## Accueil critique
Le site Allociné attribue au film une note de 3,7/5 à partir de l'interprétation de neuf critiques de presse recensées.
Laurence Houot, pour France Télévisions, estime que « le film dresse avant tout le portrait d'une femme [...] déterminée, à fleur de peau, intransigeante, capable de transformer sa colère en énergie pour faire vivre ses rêves », le tout avec « une mise en scène sobre et pudique » et « une caméra [qui] reste accrochée à son personnage ». Dans Libération, Sandra Onana parle d'« un documentaire délicat qui interroge l’idée de dissidence ».

## Analyse sociologique
Selon la sociologue Clémentine Comer, qui a établi une typologie des femmes travaillant dans l'agriculture, Anaïs est représentative du profil de « bâtisseuses », c'est-à-dire « des femmes qui se sont installées seules et qui ont bravé un certain nombre d'épreuves explicites ou implicites pour cette installation, notamment pour l'accès au foncier et l'attribution de ressources économiques comme des prêts bancaires, ou une surface minimale d'installation ».

## Distinctions
- Festival Cinema for change 2024 : Grand Prix[1],[7],[8]